# تيرو تيرو بوزو

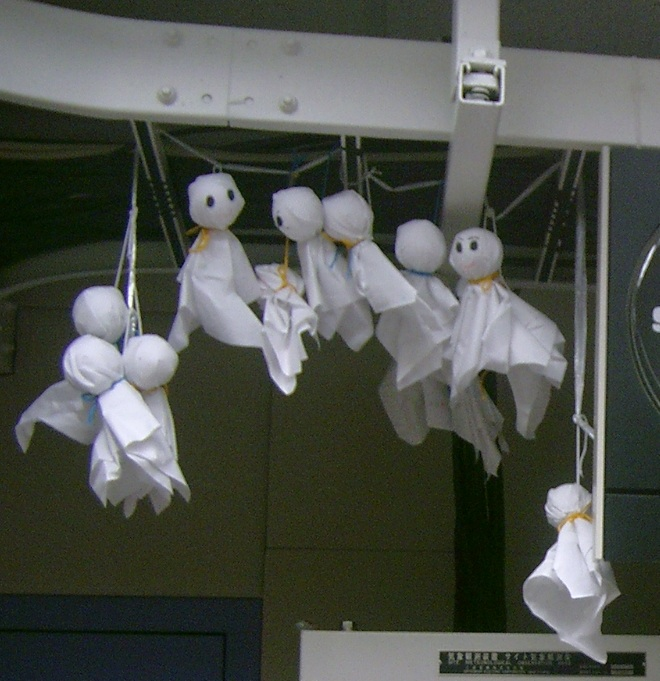
تيرو تيرو بوزو

تيرو تيرو بوزو (باليابانية: てるてる坊主، بالروماجي: Teru teru bōzu) أو ما تُعرف باسم دمية المطر، هي إحدى التقاليد اليابانية وهي دُمية ورقية صغيرة مصنوعة يدوياً من ورق أو قطعة قماش أو المنديل يتم تعليقها عن طريق حبالٍ صغيرة في النوافذ والمنصات الخارجية خلال هطول الأمطار وهي تُطابق في شكلها الخارجي الشبح. يعتقد اليابانيون بأن لها قُوى سحرية بخلق جو مُعتدل أو إيقاف هطول المطر.
أصبحت هذه الدُمية شائعةً في فترة إيدو بين سكان المنطقة الحضرية، حيث كان الأطفال يستخدمونها مع إطلاق بعض الكلمات مثل؛ «كاهن الطقس الجيد، اسمح أن يكون الطقس جيداً غداً». في حال لم يتحسن الجو، يتم سكب الخمر على الدمية وغسلها بعيداً.